# Saint-Saëns (Seine-Maritime)
Pour les articles homonymes, voir Saint-Saëns.
Saint-Saëns (/sɛ̃.sɑ̃s/) est une commune française située dans le département de la Seine-Maritime en région Normandie. En 2021, elle comptait un peu plus de 2300 habitants.
Elle est labellisée « station verte ».

## Géographie

### Hydrographie
La commune est située dans le bassin Seine-Normandie. Elle est drainée par la Varenne, le Hareng et divers autres petits cours d'eau,.
La Varenne, d'une longueur de 39 km, prend sa source dans la commune de Saint-Martin-Osmonville et se jette  dans l'Arques à Arques-la-Bataille, après avoir traversé 13 communes.

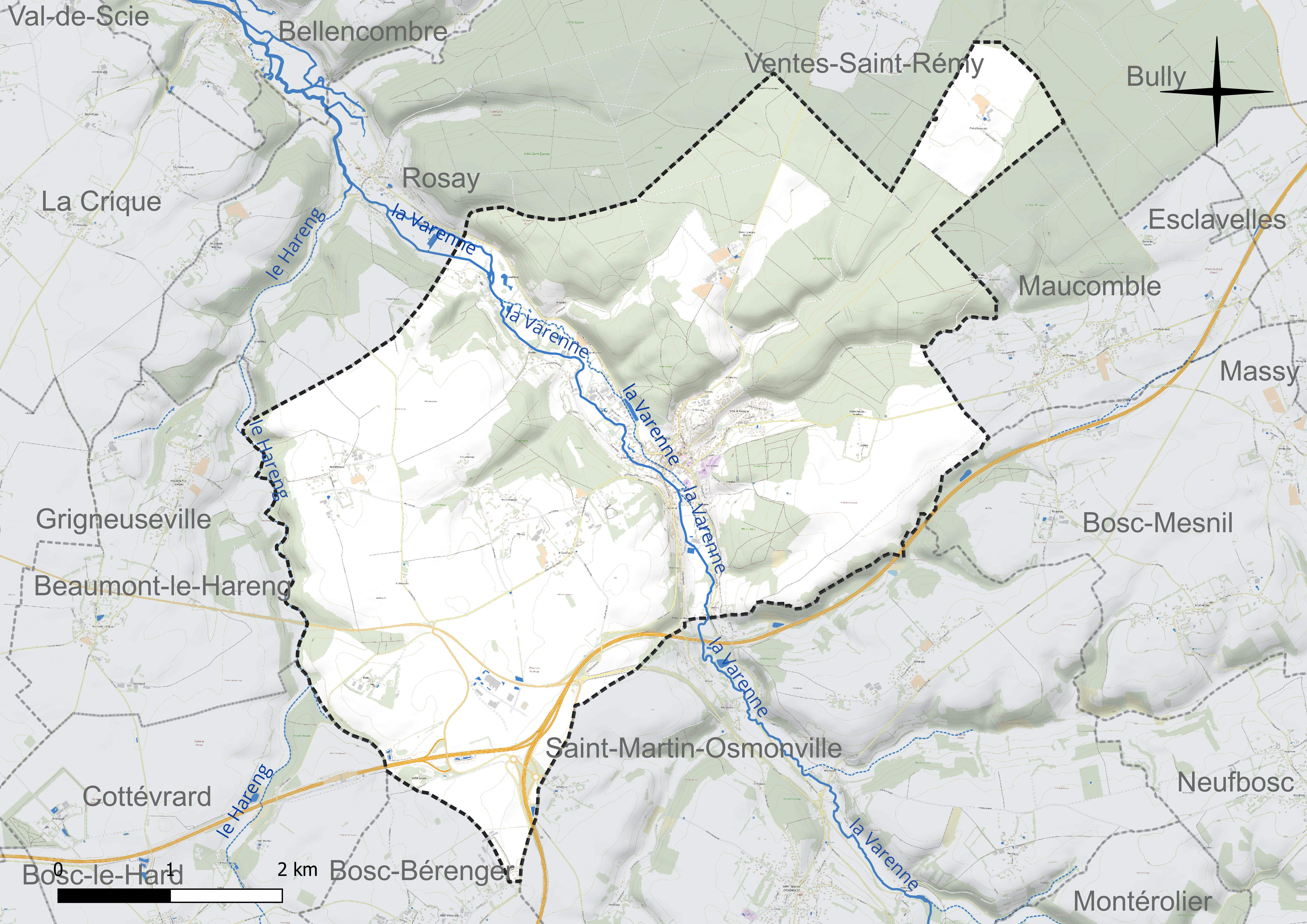
Réseau hydrographique de Saint-Saëns.

### Localisation
| Rosay              | Ventes-Saint-Rémy | Bully,Maucomble         |
| Beaumont-le-Hareng | Saint-Saëns       | Bosc-Mesnil             |
| Cottevrard         | Bosc-Bérenger     | Saint-Martin-Osmonville |

Saint-Saëns est située dans le pays de Bray, dans l'est du département normand de la Seine-Maritime, au bord de la Varenne et au pied de la forêt d'Eawy. Elle est située à vol d'oiseau à 30 km au nord-est de Rouen et à 32 km au sud-est de Dieppe. Par la route, son centre-ville est à 6 km de Bellencombre, à 12 km de Buchy, à 15 km de Neufchâtel-en-Bray, à 17 km de Tôtes, à 25 km de Londinières.

La commune est accessible par les autoroutes A 28 et à 4,5 km de l'A 29 par l'échangeur du Pucheuil (no 11), situé à 3,5 km et par le train par la gare de Montérolier-Buchy située à 8,5 km (depuis la fermeture de la ligne Montérolier-Buchy - Saint-Saëns en 1953, la commune n'a plus de gare).

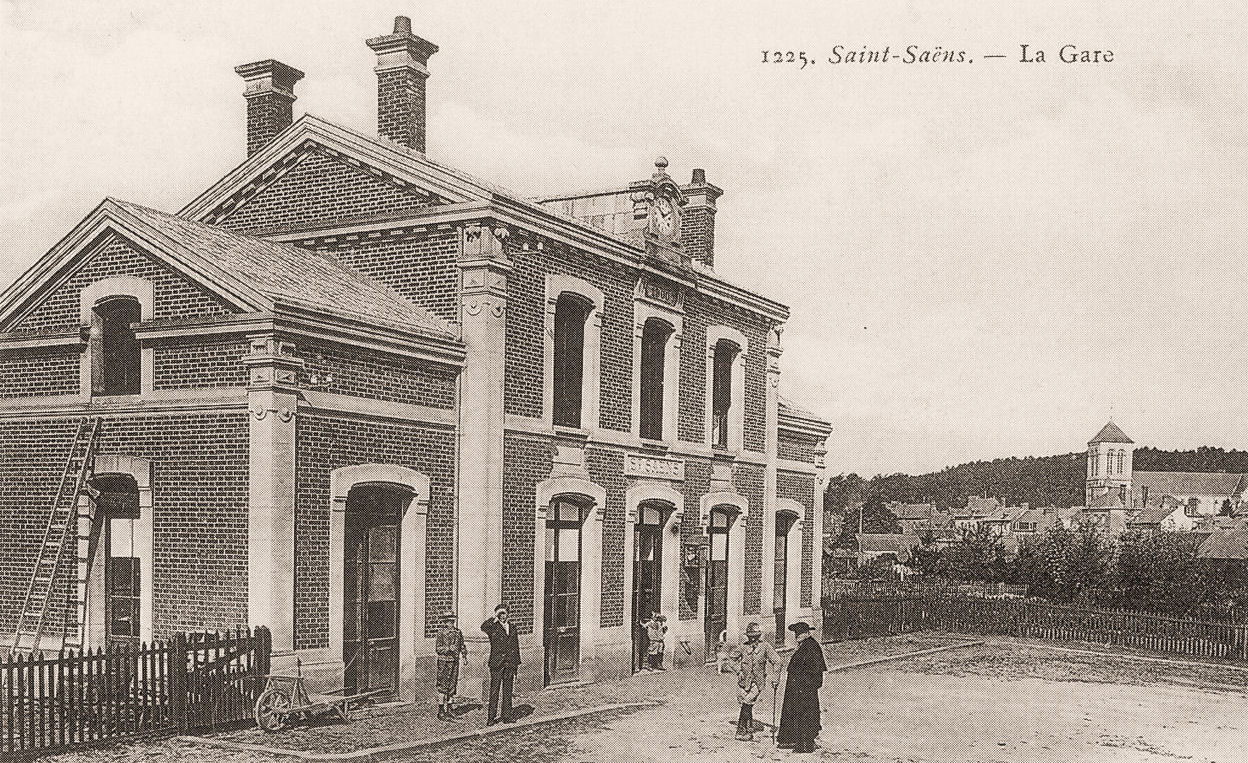
L'ancienne gare, terminus de la ligne Montérolier-Buchy - Saint-Saëns photographiée au début du XXe siècle.

## Climat
Pour des articles plus généraux, voir Climat de la Normandie et Climat de la Seine-Maritime.
En 2010, le climat de la commune est de type climat océanique dégradé des plaines du Centre et du Nord, selon une étude du CNRS s'appuyant sur une série de données couvrant la période 1971-2000. En 2020, Météo-France publie une typologie des climats de la France métropolitaine dans laquelle la commune est exposée à un climat océanique et est dans la région climatique Côtes de la Manche orientale, caractérisée par un faible ensoleillement (1 550 h/an) ; forte humidité de l’air (plus de 20 h/jour avec humidité relative > 80 % en hiver), vents forts fréquents. Parallèlement le GIEC normand, un groupe régional d’experts sur le climat, différencie quant à lui, dans une étude de 2020, trois grands types de climats pour la région Normandie, nuancés à une échelle plus fine par les facteurs géographiques locaux. La commune est, selon ce zonage, exposée à un « climat maritime », correspondant au Pays de Caux, frais, humide et pluvieux, légèrement plus frais que dans le Cotentin.
Pour la période 1971-2000, la température annuelle moyenne est de 10,3 °C, avec une amplitude thermique annuelle de 14,3 °C. Le cumul annuel moyen de précipitations est de 884 mm, avec 12,9 jours de précipitations en janvier et 8,5 jours en juillet. Pour la période 1991-2020, la température moyenne annuelle observée sur la station météorologique la plus proche, située sur la commune de Bouelles à 16 km à vol d'oiseau, est de 10,7 °C et le cumul annuel moyen de précipitations est de 838,4 mm,. Pour l'avenir, les paramètres climatiques de la commune estimés pour 2050 selon différents scénarios d’émission de gaz à effet de serre sont consultables sur un site dédié publié par Météo-France en novembre 2022.

## Urbanisme

### Typologie
Au 1er janvier 2024, Saint-Saëns est catégorisée bourg rural, selon la nouvelle grille communale de densité à sept niveaux définie par l'Insee en 2022.
Elle appartient à l'unité urbaine de Saint-Saëns, une agglomération intra-départementale regroupant trois  communes, dont elle est ville-centre,,. Par ailleurs la commune fait partie de l'aire d'attraction de Rouen, dont elle est une commune de la couronne,. Cette aire, qui regroupe 317 communes, est catégorisée dans les aires de 200 000 à moins de 700 000 habitants,.

### Occupation des sols
L'occupation des sols de la commune, telle qu'elle ressort de la base de données européenne d’occupation biophysique des sols Corine Land Cover (CLC), est marquée par l'importance des territoires agricoles (56,4 % en 2018), en diminution par rapport à 1990 (59,1 %). La répartition détaillée en 2018 est la suivante : 
terres arables (38,2 %), forêts (35,9 %), prairies (15,2 %), zones urbanisées (4,3 %), espaces verts artificialisés, non agricoles (3,4 %), zones agricoles hétérogènes (3 %). L'évolution de l’occupation des sols de la commune et de ses infrastructures peut être observée sur les différentes représentations cartographiques du territoire : la carte de Cassini (XVIIIe siècle), la carte d'état-major (1820-1866) et les cartes ou photos aériennes de l'IGN pour la période actuelle (1950 à aujourd'hui).

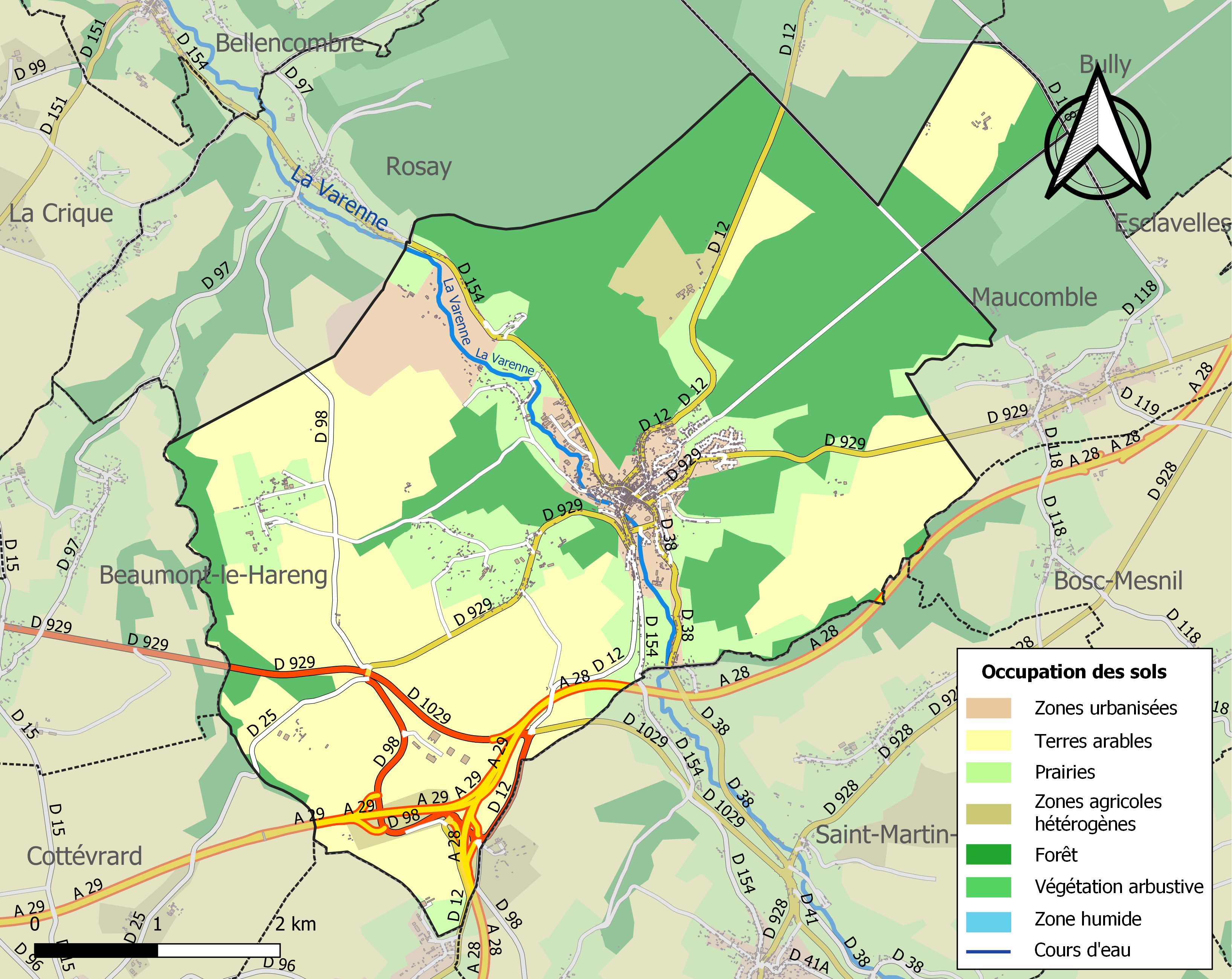
Carte des infrastructures et de l'occupation des sols de la commune en 2018 (CLC).

## Toponymie
Nommée d'après Sidonius, moine de Jumièges, fondateur d'une abbaye éponyme en ce lieu vers 674. La forme latine de ce prénom est Sidoine , la forme populaire Saëns, provenant du gaélique : Saen correspond à Jean en latin. Le lieu est attesté sous la forme latinisée Sancti Sidonii avant 830, Saint Saen en 1374 (Archives départementales de la Seine-Maritime, B — Ech., f. 108), Saint Saens en 1400 et 1402 (Arch. S.-M. tab. Rouen, reg. 9, f. 236). Au cours de la Révolution française, la commune porte provisoirement le nom de Saëns-la-Forêt.

### Prononciation
Si sa prononciation actuelle articule le s final ([sɛ̃.sɑ̃s], « sain sens »), sa prononciation traditionnelle jusque dans les années 1940-1950 l'omettait ([sɛ̃.sɑ̃], « sain san » comme le nombre 500). Sa prononciation ne se justifie pas d'un point de vue grammatical. Le -s, ancienne désinence du cas sujet masculin (issu de -us en latin) ne se prononce plus depuis le Moyen Âge, tout comme dans les prénoms Gilles, Georges, etc.

## Histoire

### Préhistoire et Antiquité
Les sites archéologiques du Pucheuil ont attesté une présence humaine durant le paléolithique moyen.
Le territoire de la commune était habitée durant l'âge de fer puis l'époque gallo-romaine.

### Moyen Âge

#### Le monastère supposé originel
Autour de l'année 674, Sidoine de Jumièges fonde le monastère sur les terres actuelles de Saint-Saëns. Le moine Sidoine (ou Sidonius, Sidoneus, Saen, Saëns) est dit de Jumièges car il provient de l'abbaye de Jumièges fondé par saint Philibert avec qui il était proche. L'année 674 est gardée comme référence mais rien n'est scientifiquement attesté. La date réelle de la fondation du monastère de Sidoine se situe entre le retour de son pèlerinage avec saint Ouen (674-675) et la mort de ce dernier en 684. L'archevêque de Rouen saint Ouen faisant partie des soutiens la fondation du monastère, avec le roi Thierry III.
À la mort du moins Saëns, un 14 novembre vers l'année 695, le monastère est sous la directive de l'abbaye de Saint-Wandrille. Les lieux seront ensuite pillés puis conquis par les vikings qui deviendront alors les normands sur le IXe siècle.

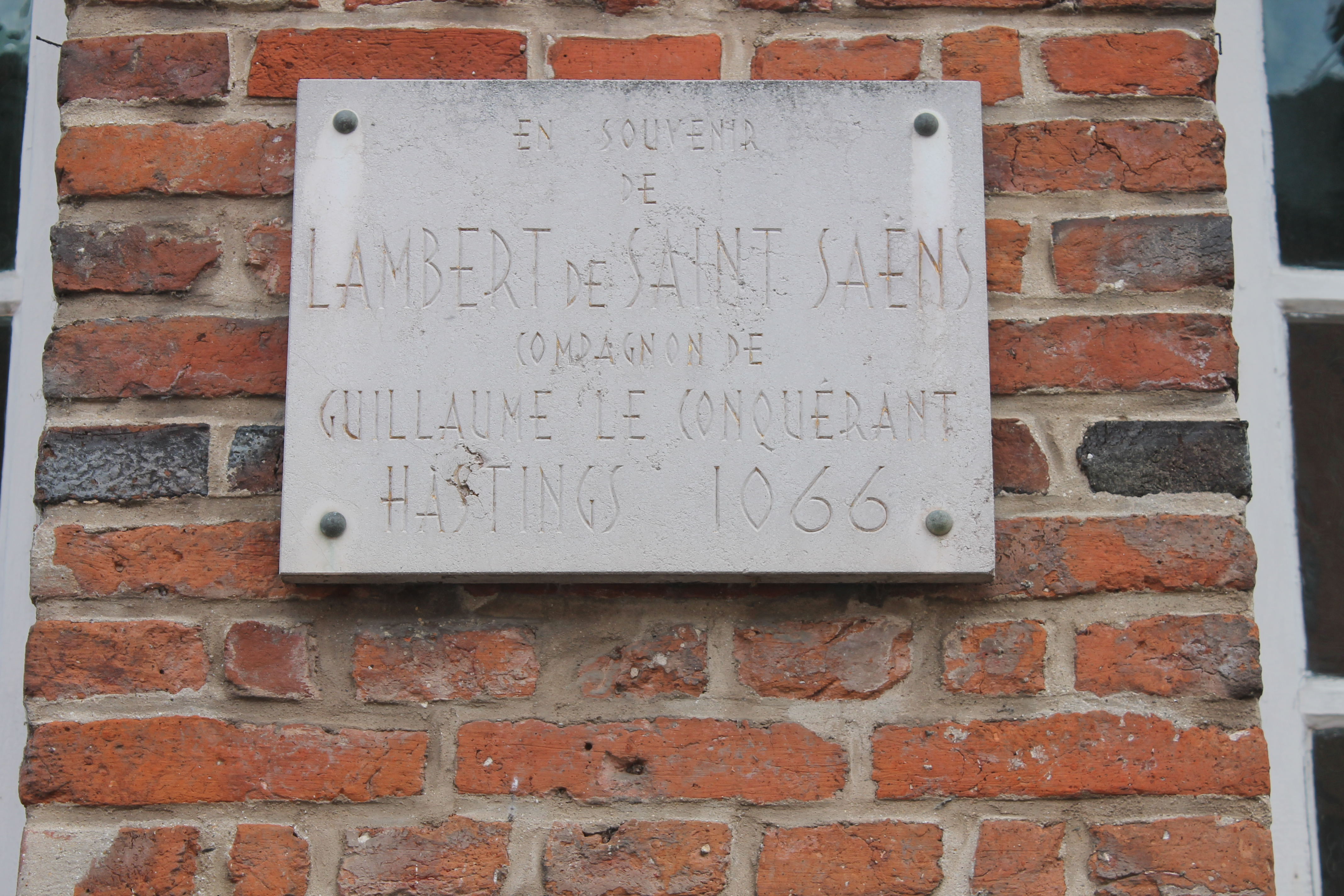
Plaque apposée sur la façade avant de l'ancienne mairie, rue de 31-Août-1944.

##### Le château fort
Sous Richard II duc de Normandie, vers 1040, les terres de Saint-Saëns sont détenues par Richard, vicomte de Rouen et époux d'une nièce de la duchesse Gunnor). Son fils, Lambert de Saint-Saëns, érige le château sur l'actuel lieu-dit le Catelier. Sous Guillaume le Bâtard, Lambert de Saint-Saëns aurait participé à la conquête de l'Angleterre et la bataille d'Hastings. Sur l'ancienne mairie de Saint-Saëns, une plaque est toujours apposée énonçant ce fait.
Le château fort a été en place pour deux ou trois siècles. En 1400, la colline du Catelier est une forêt de chênes. Depuis la Révolution française, il n'en reste qu'une butte, indice d'une motte castrale.

### L'âge d'or saint-saënnais
La commune a vécu de l'industrie de la tannerie entre le XIIIe et le XIXe siècle. Au XXe siècle, quelques bâtiments rappellent encore cette activité disparue.

### Époque contemporaine
En 2009, la ville reçoit la Marianne d'or du civisme pour avoir eu le pourcentage de votants le plus élevé pour les régionales[Lesquelles ?] (les élections régionales ont, a priori, eu lieu en 2010).

## Politique et administration

### Rattachements administratifs et électoraux
La commune fait partie depuis 1826 de l'arrondissement de Dieppe du département de Seine-Maritime (dénommé jusqu'en 1955 Seine-Inférieure). Pour l'élection des députés, elle dépend de la douzième circonscription de la Seine-Maritime.
Elle était depuis 1793 le chef-lieu du canton de Saint-Saëns. Dans le cadre du redécoupage cantonal de 2014 en France, la commune fait désormais partie du canton de Neufchâtel-en-Bray

### Intercommunalité
La commune faisait partie depuis fin 1993 de la communauté de communes de Saint-Saëns-Porte de Bray.
Dans le cadre de l'approfondissement de la coopération intercommunale prévu par la loi portant nouvelle organisation territoriale de la République (Loi NOTRe) du 7 août 2015, le préfet a approuvé en octobre 2016 un schéma départemental de coopération intercommunale (SDCI) qui prévoit la fusion de la communauté de communes de Saint-Saëns-Porte de Brayavec  la communauté de communes du Pays Neufchâtelois et huit communes issues de la communauté de communes du Bosc d'Eawy.
En conséquence, la communauté Bray-Eawy, dont est désormais membre la commune, est créé au 1er janvier 2017 .

### Liste des maires
| Période         | Période                   | Identité                                           | Étiquette | Qualité |
| --------------- | ------------------------- | -------------------------------------------------- | --------- | --- |
| 1787            | 1790                      | Étienne-Robert Bosquier                            |           | |
| 1790            | 1791                      | Charles Russel                                     |           | |
| 1791            | 1792                      | Nicolas Jean-Baptiste Planchon                     |           | |
| 1792            | 1794                      | François Hubert                                    |           | |
| 1794            | 1795                      | François Lecoffre                                  |           | |
| 1795            | 1795                      | Charles-François Dumesnil                          |           | |
| 1795            | 1795                      | Charles Parfait de Cacqueray de Monval             |           | |
| 1795            | 1795                      | M. Jarry                                           |           | |
| 1795            | 1800                      | Félix-Georges Frigot                               |           | |
| 1800            | 1808                      | Charles-Jacques Concedieu                          |           | |
| 1808            | 1815                      | Adrien-Aimé Varengue                               |           | |
| 1815            | 1817                      | Pierre-Louis Alexandre Le Vaillant de La Boissière |           | |
| 1817            | 1830                      | Charles-Louis Roynard                              |           | |
| 1830            | 1837                      | Jacques Bernard Julie Dumesnil-Havé                |           | |
| 1837            | 1840                      | Michel de Saint-Albin                              |           | Député |
| 1840            | 1843                      | Jacques Bernard Julie Dumesnil-Havé                |           | |
| 1844            | 1870                      | Antoine-Onésime Havé                               |           | |
| 1870            | 1886                      | Louis-François Dillard                             |           | |
| 1886            | 1890                      | François de Guignard de Saint-Priest d'Almazan     |           | |
| 1890            | 1896                      | Éléonor Fache-Havé                                 |           | |
| 1896            | 1898                      | Adalbert Forestier                                 |           | Tanneur |
| 1898            | 1907                      | Alphonse Havé                                      |           | |
| 1907            | 1920                      | Emmanuel Brion                                     |           | Exploitant forestier |
| 1920            | 1921                      | Georges Biard                                      |           | |
| 1921            | 1925                      | Félix Frigot                                       |           | |
| 1926            | 1929                      | Joseph Thomas                                      |           | |
| 1929            | 1934                      | Louis Sergent                                      |           | |
| 1934            | 1944                      | Paul Hartout                                       |           | Conseiller général de Saint-Saëns (1943 → 1945) |
| 1944            | 1945                      | André Tassel                                       |           | |
| 1945            | 1945                      | Jacques Steeg                                      |           | |
| 15 octobre 1945 | 30 octobre 1947           | Simone Vallès                                      |           | Résistante |
| 1947            | 1959                      | Ernest Leroy                                       |           | |
| 1959            | 1989                      | François de Laboulaye                              |           | |
| mars 1989       | mars 2001                 | Alain Le Vern                                      | PS        | Enseignant Député de Seine-Maritime (12e circ.) (1988 → 2002) Président du Conseil régional de Haute-Normandie (1998 → 2013) Président de la CC du Pays Neufchâtelois (1993 → 2006) |
| mars 2001       | avril 2005                | Éric Ruault                                        | PS        | Enseignant Démissionnaire pour cause de cumul de mandats |
| avril 2005      | mai 2020                  | Jacky Hucher                                       | PS        | Président de la CC du Saint-Saëns-Porte de Bray (2014 → 2016) |
| mai 2020        | En cours (au 29 mai 2020) | Karine Hunkeler                                    | SE        | Médecin généraliste |

## Population et société

### Démographie
L'évolution du nombre d'habitants est connue à travers les recensements de la population effectués dans la commune depuis 1793. Pour les communes de moins de 10 000 habitants, une enquête de recensement portant sur toute la population est réalisée tous les cinq ans, les populations de référence des années intermédiaires étant quant à elles estimées par interpolation ou extrapolation. Pour la commune, le premier recensement exhaustif entrant dans le cadre du nouveau dispositif a été réalisé en 2007.

En 2022, la commune comptait 2 307 habitants, en évolution de −5,84 % par rapport à 2016 (Seine-Maritime : +0,35 %, France hors Mayotte : +2,11 %).
| 1793  | 1800  | 1806  | 1821  | 1831  | 1836  | 1841  | 1846  | 1851  |
| ----- | ----- | ----- | ----- | ----- | ----- | ----- | ----- | ----- |
| 2 324 | 2 508 | 2 345 | 2 239 | 2 330 | 2 403 | 2 488 | 2 540 | 2 716 |

| 1856  | 1861  | 1866  | 1872  | 1876  | 1881  | 1886  | 1891  | 1896  |
| ----- | ----- | ----- | ----- | ----- | ----- | ----- | ----- | ----- |
| 2 633 | 2 568 | 2 488 | 2 393 | 2 475 | 2 441 | 2 394 | 2 399 | 2 420 |

| 1901  | 1906  | 1911  | 1921  | 1926  | 1931  | 1936  | 1946  | 1954  |
| ----- | ----- | ----- | ----- | ----- | ----- | ----- | ----- | ----- |
| 2 335 | 2 306 | 2 256 | 2 189 | 2 192 | 2 142 | 2 169 | 2 422 | 2 390 |

| 1962  | 1968  | 1975  | 1982  | 1990  | 1999  | 2006  | 2007  | 2012  |
| ----- | ----- | ----- | ----- | ----- | ----- | ----- | ----- | ----- |
| 2 479 | 2 463 | 2 426 | 2 339 | 2 138 | 2 553 | 2 528 | 2 524 | 2 534 |

| 2017  | 2022  | - | - | - | - | - | - | - |
| ----- | ----- | - | - | - | - | - | - | - |
| 2 391 | 2 307 | - | - | - | - | - | - | - |

### Enseignement
Saint-Saëns comprend quatre établissements scolaires : l'école élémentaire privée Sainte-Marie, l'école élémentaire publique La Varenne, l'école maternelle publique Les Petits Tanneurs et enfin le collège Guillaume-le-Conquérant.

### Commerces, artisans et producteurs
Saint-Saëns possède un centre bourg animé de divers commerces, ainsi que des artisans (savonnerie...) et des producteurs (légumes, fromage...).

### Santé
Confronté au non remplacement des médecins partant à la retraite et au risque de faire partie d'un désert médical, la municipalité et la communauté Bray-Eawy élaborent en 2017 un projet de maison médicale sur un terrain de 700 m2, à proximité du Leader price.

### Autres équipements
La ville de Saint-Saëns possède notamment un golf et un cinéma.

## Culture locale et patrimoine

### Lieux et monuments
- Château du Vaudichon (1867).

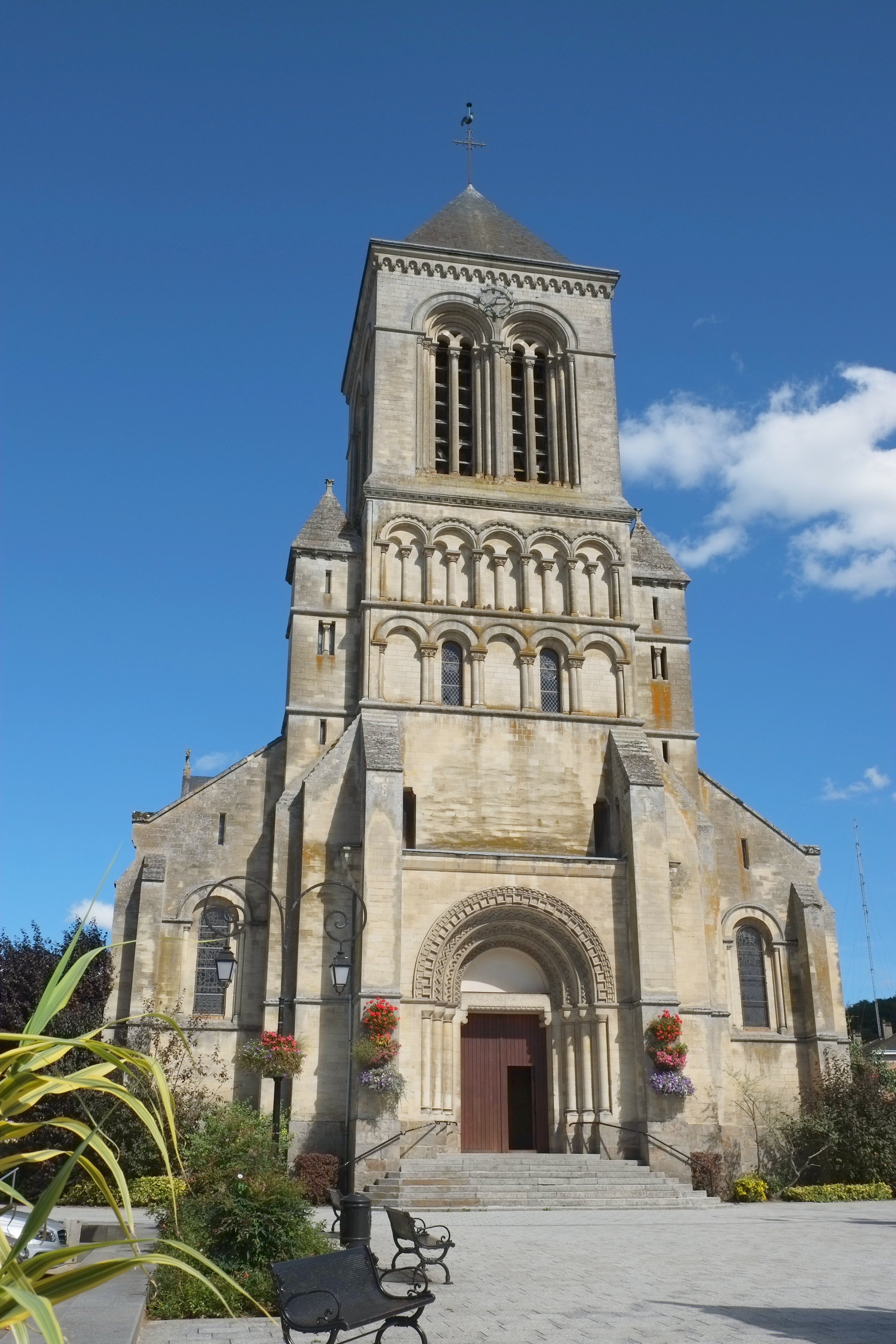
Église Saint-Saëns.

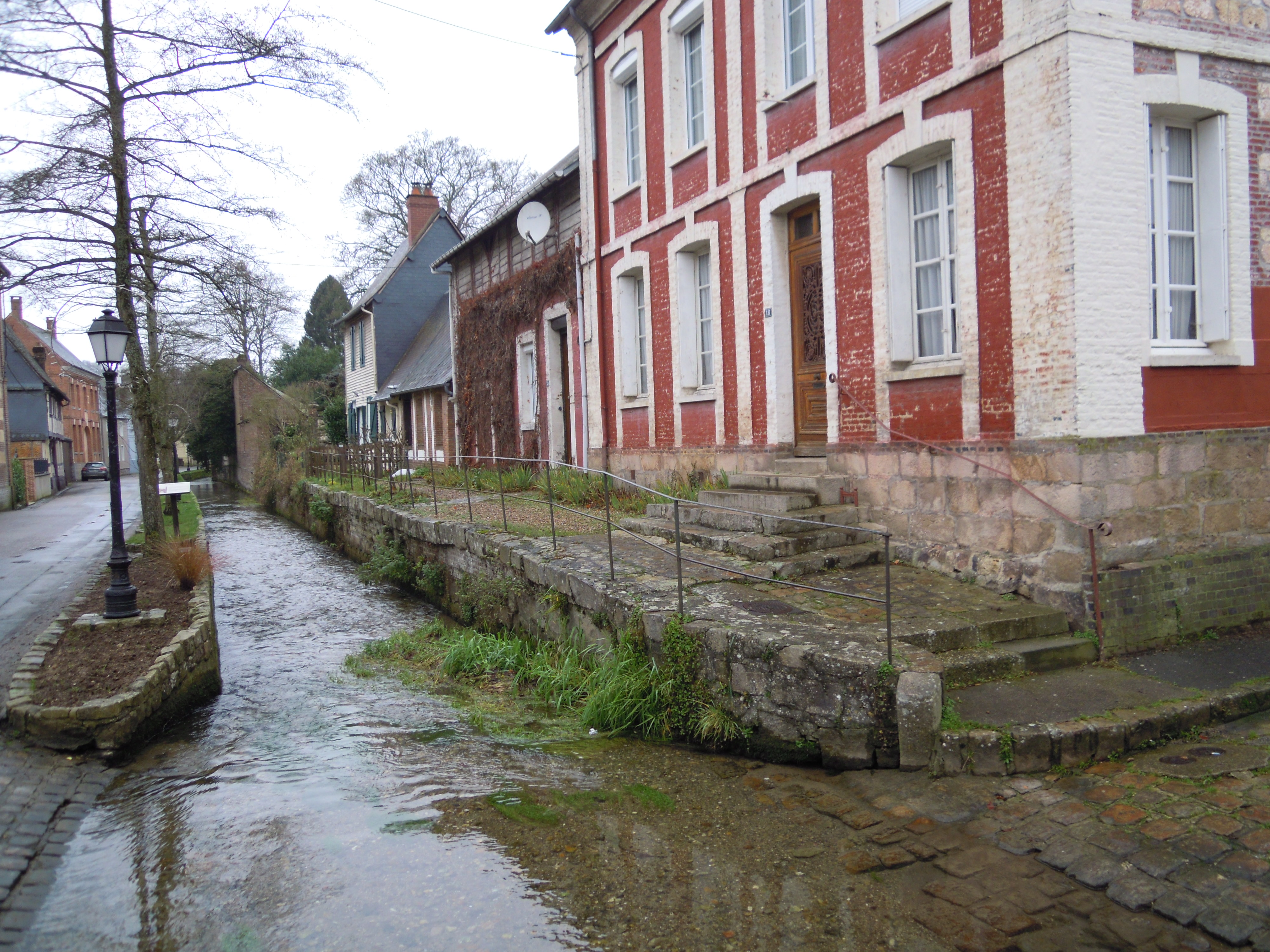
Le gué, rue des Tanneurs.

- Église Saint-Saëns due à Lucien Lefort.
- Fontaine Dillard construite par Lucien Lefort également.
- Château du Quesnay, propriété en son temps du général Alexis Hély d'Oissel (1859-1937), puis de sa descendance Lefebvre de Laboulay.
- Château de la Duchesse d'Almazan. Il fut la demeure du baron d'Haussez, puis, jusqu'au milieu du XXe siècle celle de ses descendants[43], dans les familles Guignard de Saint-Priest, du Chastel de La Howarderie et de Castellane.
- Monument aux morts (1922).

### Personnalités liées à la commune
- Charles Lemercier de Longpré, baron d'Haussez (Neufchâtel, 20 octobre 1778 - Saint-Saëns, 10 novembre 1854), ministre de la Marine de Charles X de 1829 à 1830
- Alexis Hély d'Oissel (1859-1937), général de division, grand officier de la Légion d'honneur, qui s'est illustré lors de la Première Guerre mondiale. Il était le propriétaire du manoir du Quesnay.
- Alain Bienaimé (1957-1994), footballeur français, né à Saint-Saëns
- Plusieurs membres de la famille Lefebvre de Laboulaye dont André Lefebvre de Laboulaye (1876-1966), gendre du général Hély d'Oissel, son fils François Lefebvre de Laboulaye (1917-1996) et son petit-fils Stanislas de Laboulaye (né en 1946), tous trois diplomates

### Patrimoine naturel
Site classé
- Le manoir du Quesnay et ses abords  Site classé (1995)[44]

### Héraldique
| Armes de Saint-Saëns | Les armes de Saint-Saëns se blasonnent ainsi : D'argent à six tourteaux de gueules ordonnés 3, 2 et 1 |

Ces armes reprises par la ville de Saint-Saëns étaient celles de la famille de Limoges, possesseurs du fief de Saint Saëns et du manoir du Quesnay. Gabriel de Limoges, Grand Maître des Eaux et Forêts en Normandie, fit ouvrir l'allée des Limousins en forêt d'Eawy.

## Pour approfondir